# Azumi
Azumi är en japansk actionfilm från 2003.

## Handling
Filmen utspelar sig under tokugawaperioden i Japan och handlar om flickan Azumi som uppfostras bland jämnåriga pojkar uppe i de avskilda bergen till att bli lönnmördare. De har som uppdrag att mörda krigsherrar som genom krig och blodspillan hotar att störta det japanska feodala samhället. När de får i uppdrag att mörda tre krigsherrar blir de tvungna att bege sig till en värld de inte sett sedan barndomen.

## Om filmen
Filmen baseras på en mangaserie skapad av Yu Koyama.

## Rollista (i urval)
- Aya Ueto - Azumi
- Hiroki Narimiya - Ukiha
- Kenji Kohashi - Hyuga
- Takatoshi Kaneko - Amagi
- Yuma Ishigaki - Nagara
- Yasuomi Sano - Yuri
- Shinji Suzuki - Awa
- Eita Nagayama - Hiei
- Shogo Yamaguchi - Komoru
- Shun Oguri - Nachi